# Za zrcadlem a co tam Alenka našla

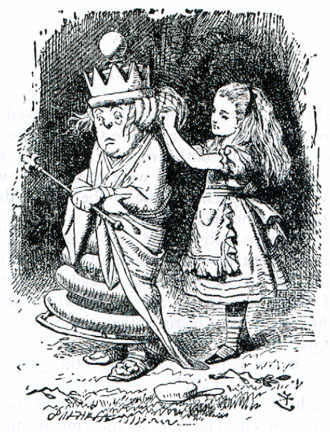
Dobová ilustrace knihy Za zrcadlem a co tam Alenka našla

Za zrcadlem a co tam Alenka našla (známo i pod názvem Alenka za zrcadlem a s čím se tam Alenka setkala anglicky Through the Looking Glass and What Alice Found There). Kniha Lewise Carrolla, vyšla v roce 1871. Do češtiny přeložili Jaroslav Císař a Hana a Aloys Skoumalovi. Jde o volné pokračování knihy Alenka v říši divů. Kniha je plná slovních hříček a odkazů na hru v šachy.

## Děj

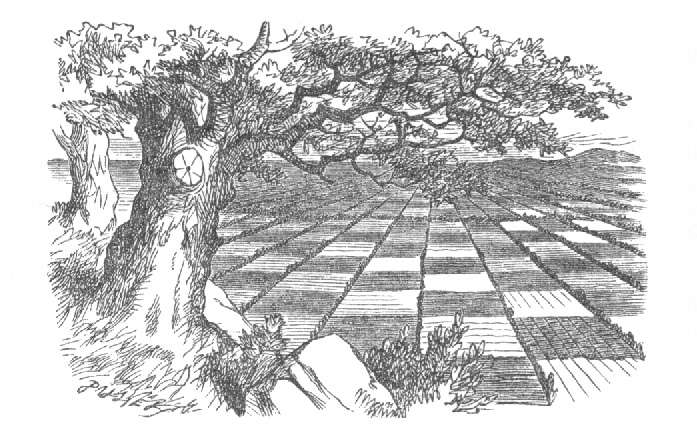
Dobová ilustrace knihy Za zrcadlem a co tam Alenka našla.

Sedmiletá Alenka si hraje s koťaty kočky Micky. Bílé kotě se jmenuje Sněhulka a černé Katka. Alenka zvažuje, jak vypadá svět za zrcadlem, zjistila, že zrcadlem lze projít a tak Alenka projde skrz zrcadlo. Za zrcadlem se nachází zdánlivě stejný pokoj, jen zrcadlově převrácený, setkává se s živými šachovými figurkami a nachází knihu, s básní od Tlachapouda ("Jabberwocky"), text je čitelný pouze pomocí zrcadla (je zrcadlově obrácený), pro Alenku je báseň nesrozumitelná.
Vyjde z domu, do slunné jarní zahrady, potkává květiny, které mluví lidskou řečí. Květiny Alenku považují za květinu, která se může pohybovat, objevuje se i bizarní hmyz (třeba „toastoví motýlci“). Jinde v zahradě se Alenka setkává s Černou šachovou královnou (ve velikosti člověka), se kterou Alenka běží obrovskou rychlostí (v šachu královny jsou schopny pohybu v libovolném směru). Alenka zjišťuje, že celý kraj je tvořen ze čtverců, svět jako obrovská šachovnice. Alenka se stává pěšcem Bílé královny. Aby se mohla stát královnou, musí postupovat až do osmé pozice v šachové partii. Alenčina cesta začíná na druhé pozici (jako všichni pěšci). Alenka chce nastoupit do vlaku, ale neměla lístek (vlak by ji převezl do čtvrté pozice, tedy v souladu s pravidly šachu). Šla tedy pěšky. Seznamuje se s tlustými dvojčaty Tydlitákem a Tydlitekem (Tweedledum a Tweedledee), recitovali jí báseň "Mrož a tesař“. Na obloze se objevuje obrovská vrána, která zastínila slunce. Alenka se setkává s Bílou královnou, která žije pozpátku a paměť jí tedy sahá dozadu i dopředu (naříká tedy, ještě než se píchla špendlíkem, protože ví, že se jím píchne).
Alenka s Bílou královnou postupuje do páté pozice na šachovnici, při přechodu přes potok královna se promění v mluvící ovci. V obchodě, ve kterém prodávají ovce, si Alenka koupí vejce, ze kterého se vyklube Valihrach („Humpty Dumpty“), každou Alenčinu otázku považuje za hádanku a odpovídá na Alenčiny otázky „nesmyslně“, jako na hádanky. Alenka Valihrachovi pochválí jeho nákrčník (nejprve si ho spletla s opaskem, kvůli Valihrachově postavě), Valihrach nákrčník dostal k nenarozeninám (den, kdy neměl narozeniny). Valihrach Alenku poučí svou interpretací Tlachapoudovy básně. Přichází Bílý král spolu se lvem a jednorožcem, kteří se pustili do souboje. Souboj pozorují i kurýři Zejda a Švejda. Po odchodu lva a jednorožce Alenka dosahuje sedmé pozice, potká Černého jezdce, jehož úkol je odstranit bílého pěšce (Alenka), na pomoc Alence přicválá Bílý jezdec, zvítězí a doprovodí Alenku k hranici osmé pozice, cestou jí recituje baladu a opakovaně padá z koně (odkaz na „elkový“ pohyb šachových jezdců). Alenka tedy dochází na osmou pozici, na hlavě se jí objevuje zlatá korunka a Alenka se stává královnou a ocitá se ve společnosti i Bílé a Černé královny, které se pokouší Alenku zmást pomocí slovních hříček, posléze všechny tři královny spolu večeří. Večeře se zanedlouho mění v chaos, svíce vzrostly až do stropu, láhve si z talířů vyrobily křídla a poletují všude okolo, Bílá královna mizí v polévce, Alenka strhává ubrus a Černá královna se zmenšila na malou panenku, Alenka s ní třese, až se královna změnila v černé kotě, Alenka se probouzí a v náruči drží černé kotě, Katku. Všechno byl jen sen.

## Filmová adaptace
- 1998 Alenka v zemi za zrcadlem (anglicky Through the Looking Glass and What Alice Found There) - TV film. Režie: John Henderson, hrají: Ian Holm, Kate Beckinsale, Ian Richardson.